# Großheide 373 (Mönchengladbach)

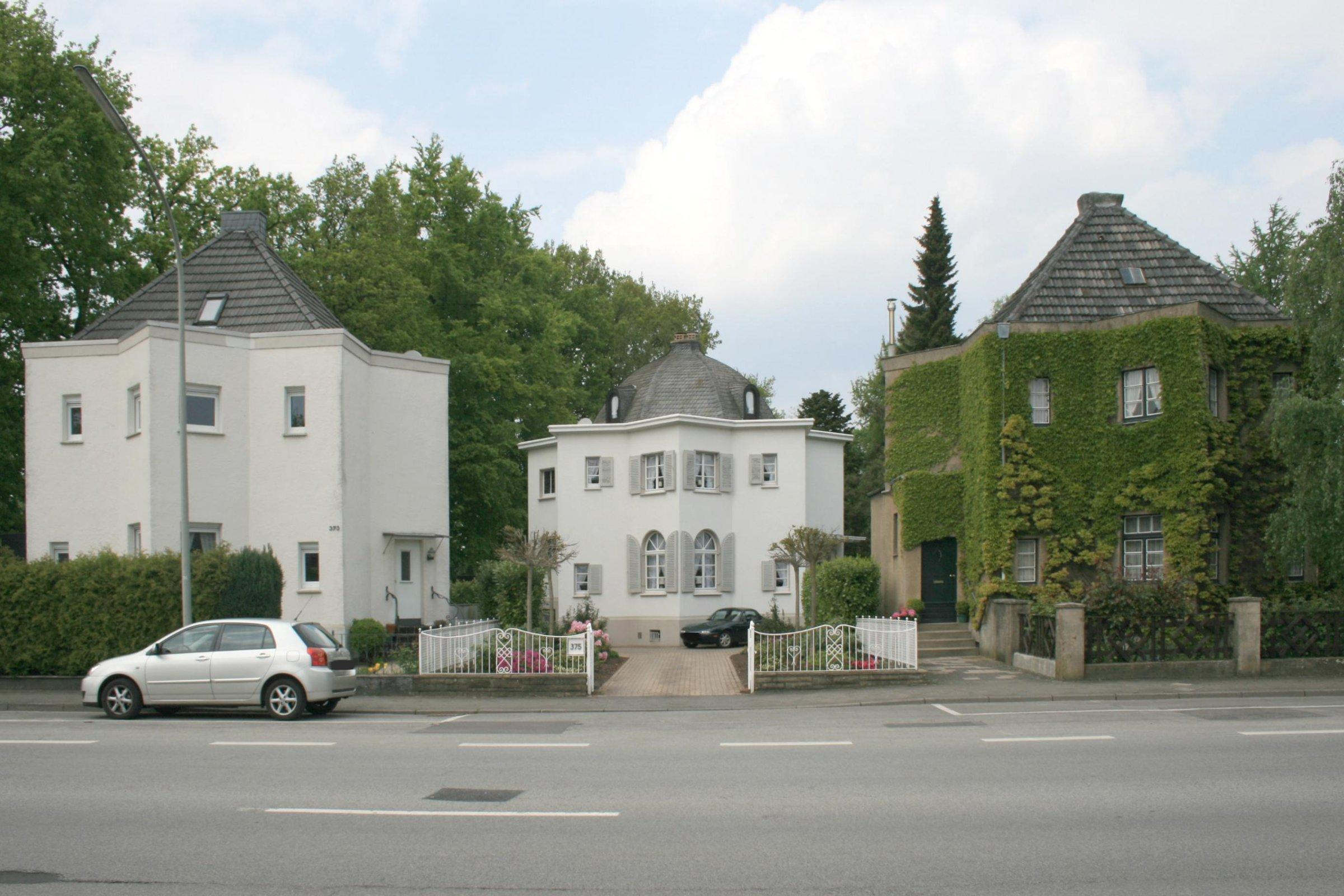
Wohnhaus (2010)

Das Wohnhaus Großheide 373 steht im Stadtteil Windberg in Mönchengladbach (Nordrhein-Westfalen).
Das Gebäude wurde 1927/28 erbaut. Es wurde unter Nr. G 049  am 7. September 1995 in die Denkmalliste der Stadt Mönchengladbach eingetragen.

## Lage
Das Wohnhaus steht im Nord-Osten des Stadtteils Windberg in der „Großen Heide“.

## Architektur
Das Gebäude wurde als Bestandteil einer formalgestalterisch aufeinanderbezogenen Dreihäusergruppe errichtet. Es ist als zweigeschossiger Putzbau auf sternförmigem Grundriss in den Formen eines kubistischen Expressionismus ausgeführt. Die horizontale Gliederung beschränkt sich auf ein schwach abgesetztes Kellergeschoss.
Erschlossen wird das Gebäude von der rechten Seitenachse. Eine einläufige Treppe führt zu dem gerade in die Wandfläche eingeschnittenen Hauseingang. Die Fenster sind als Rechtecke verschiedener Formate ausgebildet und in variierender Gliederung angeordnet. Die mittelaxiale, spitzwinklige Gebäudeausbildung zeigt in jedem Geschoss und an jeder Seite ein Fenster, wobei die des Obergeschosses kleiner und als liegendes Rechteck formuliert sind.